# Steyr-Puch Haflinger

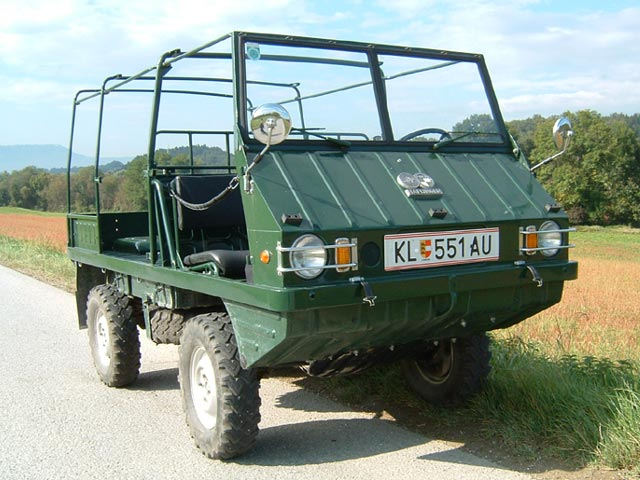
Steyr-Puch Haflinger, Bj. 1967

Der Steyr-Puch Haflinger ist ein kleiner, leichter Geländewagen mit Allradantrieb der österreichischen Firma Steyr-Daimler-Puch AG. Er wurde von 1959 bis 1974 produziert und vorwiegend als Militärfahrzeug an das Österreichische Bundesheer und die Schweizer Armee geliefert, aber auch in diversen zivilen Ausführungen gebaut. Der Haflinger wurde vor allem für den Einsatz im Gebirge entwickelt.

## Geschichte
Der Steyr-Puch „Haflinger“, benannt nach der berühmten Gebirgs-Pferderasse Haflinger, ist das Ergebnis von Gesprächen bei einer Vorführung von Motorrädern für das österreichische Bundesheer. Für die Konstruktion war Erich Ledwinka verantwortlich, der Sohn des bedeutenden Automobil- und langjährigen Tatra-Chefkonstrukteurs Hans Ledwinka. Die herstellerinterne Bezeichnung lautet AP 700 (kurzer Radstand) bzw. AP 703 (langer Radstand). Die Buchstabenkombination steht für „Allrad-Plattform“.
Der Haflinger ist je nach Radstand etwa 2,85 bzw. 3,15 Meter lang, 1,35 Meter breit und wird von einem im Heck eingebauten, luftgekühlten Zweizylinder-Boxermotor mit 643 cm³ Hubraum und anfänglich 22, später 24 und zuletzt 27 PS angetrieben. Er hat einen Zentralrohrrahmen ähnlich dem der Tatra-Lastkraftwagen und wiegt leer etwa 600 kg, hat eine Nutzlast von etwa 500 kg sowie eine Anhängelast von rund 350 kg und lässt sich mit verschiedenen Aufbauten versehen. Als Kommunalfahrzeug mit verstärktem Fahrwerk und Rahmen sowie Bremskraftverstärker liegt die Nutzlast bei rund 1200 kg.
Der Haflinger erwies sich als überraschender Erfolg und wurde in unterschiedlichen Varianten gefertigt. So gab es neben den Militärausführungen für die Schweiz, Österreich, Schweden, Indonesien und Australien auch im zivilen Sektor verschiedene Modelle. Dazu zählen z. B. der „Kommunalhaflinger“ (zumeist mit dem festen Polyester-Fahrerhaus ausgeliefert), der „Tropenhaflinger“ mit einem zusätzlichen Zyklon-Luftfilter auf der Schnauze oder aber auch die Länder-Ausführungen entsprechend den jeweiligen Vorschriften anderer Staaten, wie etwa der „Pathfinder“ mit „Froschaugen“ (Sealed-Beam-Scheinwerfer) für die USA, die „Steyr-Puch 700AP“ genannte Italien-Version mit „Hörnchenblinkern“ und der Rechtslenker für Großbritannien. Daneben wurden auch Haflinger in Sonderausführungen an Feuerwehr sowie Bergrettung geliefert.
Trotz der kleinen Dimensionen wurde der Haflinger von einigen Streitkräften auch als Waffen-Plattform verwendet. Das österreichische Bundesheer setzte ihn als Lafette für ein schweres Browning M2-MG oder ein rückstoßfreies Geschütz vom Typ M18 ein. Die Armeen der Schweiz und Schwedens statteten ihn zum Teil mit einer ungewöhnlichen Bewaffnung aus, sechs nach vorne und weitere acht nach hinten gerichtete Panzerabwehrraketen von Typ BANTAM von Bofors.
Militär- und Offroad-Fans schätzen das allradgetriebene Fahrzeug als extrem geländegängig. Der Haflinger hat zwei getrennte Differentialsperren und eine Einzelradaufhängung an gegabelten Portal-Pendelhalbachsen mit Schraubenfedern rundum, so dass sich auch bei kleiner Radgröße eine große Bodenfreiheit ergibt. Jede Halbachse hat etwa 25 cm Bewegungsfreiheit, die Endübersetzung erfolgt in den Radnaben.
Besondere Vorteile des Fahrzeugs sind unter anderem:
- Niedriger Schwerpunkt wegen des niedrigen Zentralrohr-Chassis und dem Fehlen eines oberen Karosserieaufbaus
- Großzügige Böschungswinkel vorne und hinten sowie günstiger Rampenwinkel in der Mitte, was die Überschreitung von Hindernissen erleichtert
- Die beiden getrennten Differentialsperren ermöglichen ein Fortkommen des Fahrzeugs selbst wenn nur noch ein einziges Rad Traktion hat
- Die Portalachsen führen zu einem Achs-Zentrum über dem Rad-Zentrum, was die Bodenfreiheit erhöht, ohne auf größere Räder angewiesen zu sein
- Die Radaufhängung ist vollkommen unabhängig an allen vier Rädern und bietet bei großer Verschränkungsfähigkeit ein Maximum an möglicher Bodenhaftung.

Nachteil des Fahrzeugs ist jedoch die vergleichsweise geringe Motorleistung und die damit verbundene niedrige Höchstgeschwindigkeit von 75, 64, 58 oder gar nur 52 km/h (je nach Getriebe und Achsübersetzung), so dass er weniger für längere Fahrstrecken geeignet ist, weshalb Liebhaber ihren Haflinger heute bei längeren Anreisen zu Treffen usw. bevorzugt mit Anhängern oder Klein-LKWs transportieren.
Der „Große Bruder“ des Haflinger, der von außen auf den ersten Blick wie eine vergrößerte Version von diesem erscheint, wurde später unter dem Namen Steyr-Puch Pinzgauer vermarktet. Der Pinzgauer war (und ist noch immer) optional auch mit drei angetriebenen Achsen mit der Antriebsformel 6x6 erhältlich und gehört nach wie vor zu den geländegängigsten Fahrzeugen überhaupt.
Ein „H2“, also ein „Haflinger 2“ war als Nachfolger des kleinen Geländewagens geplant, wurde jedoch in der ursprünglich projektierten Konzeption nicht mehr realisiert. Daraus wurde allerdings schließlich der Puch G bzw. die baugleiche Mercedes-Benz G-Klasse, der heute noch immer im Magna-Werk in Graz produziert wird.
Vom Steyr-Puch Haflinger wurden in den Jahren 1959 bis 1974 insgesamt 16.647 Fahrzeuge aller Varianten hergestellt.

## Haflinger heute
Viele ausgemusterte Armeefahrzeuge wurden nach und nach von Oldtimer-Liebhabern in aller Welt aufgekauft. Vor allem in Süddeutschland, Österreich und der Schweiz finden regelmäßige Sternfahrten und Treffen von Haflinger-Besitzern statt. Es hat sich in diesen Ländern eine breite Szene von Liebhabern dieses Fahrzeugs etabliert, es gibt aber auch eine Reihe von Besitzern in Großbritannien, den USA, Kanada, Australien und Asien. Eines der bekanntesten und wichtigsten Clubtreffen wird jedes Jahr im Ort Hafling (Avelengo) bei Meran in Südtirol (Norditalien) abgehalten.
Der Regisseur Nikolaus Geyrhalter erzählt, dass er mit seinem „Haflinger“ die Filmausstattung auf praktisch jeden Berg hinauf bringen konnte, falls die Produktion einen Hubschraubereinsatz nicht zugelassen hat.

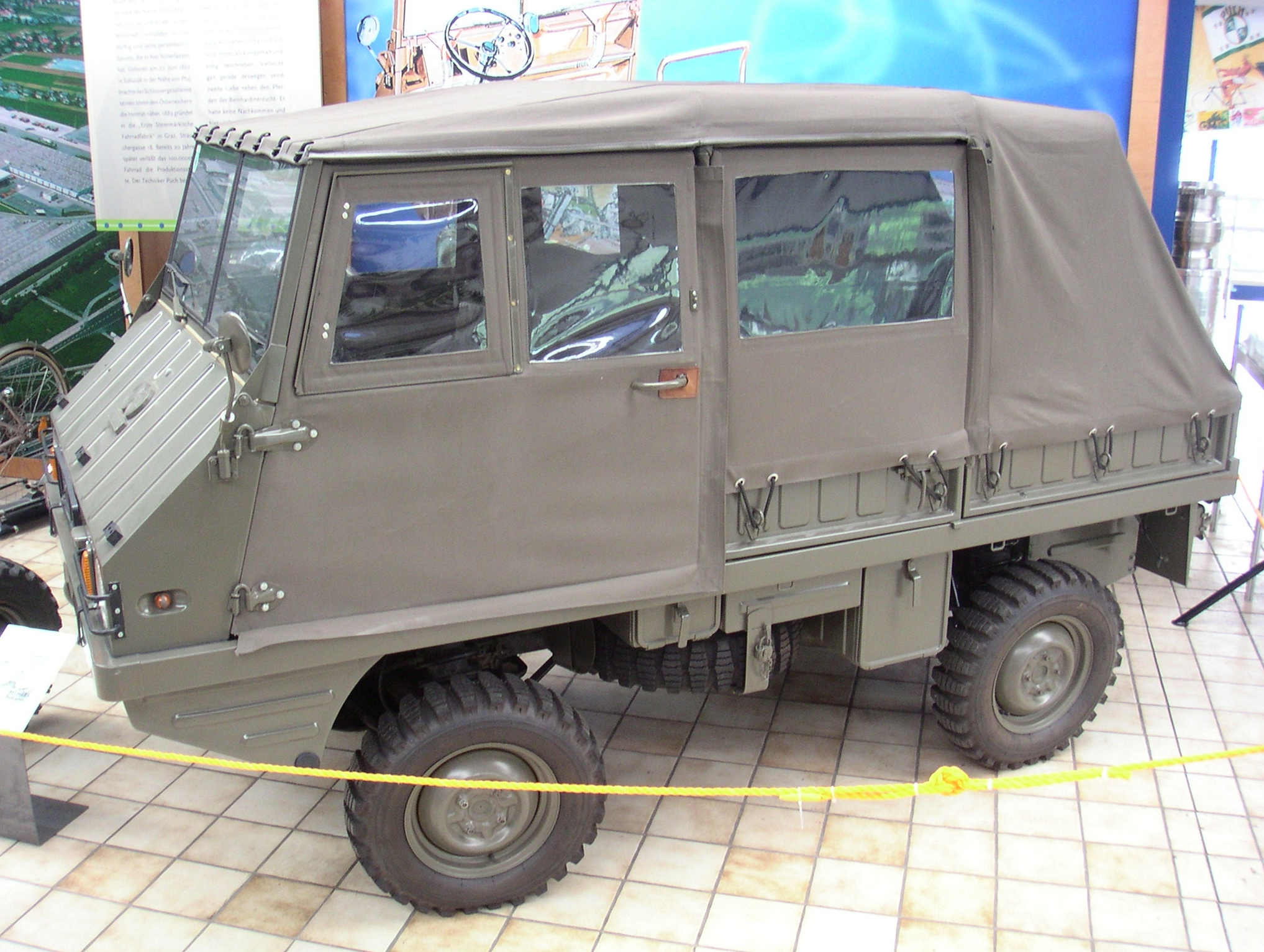
Steyr-Puch Haflinger im Johann Puch Museum Graz
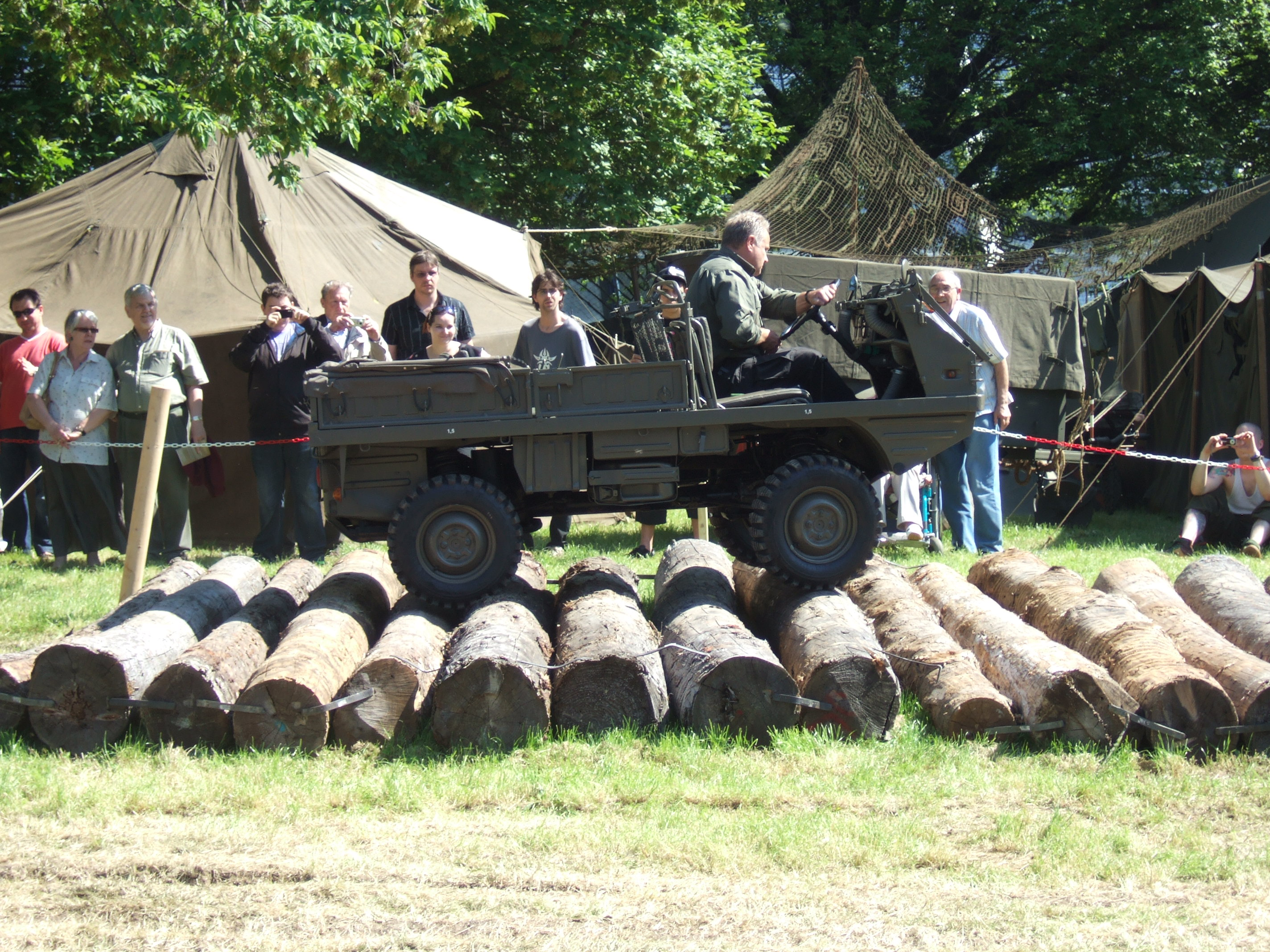
Haflinger im Heeresgeschichtlichen Museum
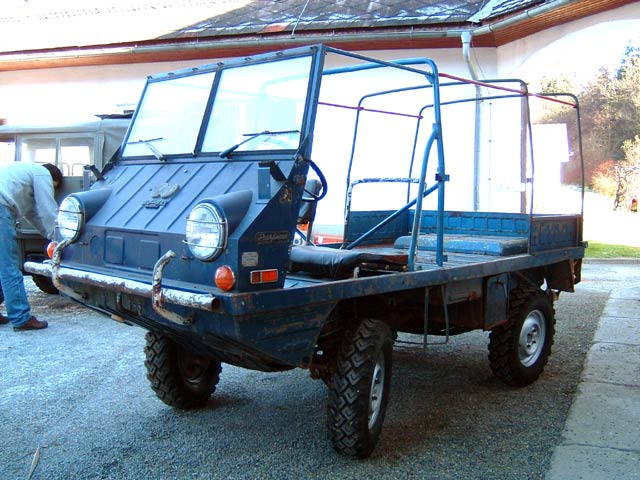
Steyr-Puch „Pathfinder“ (USA-Version), Bj. 1971
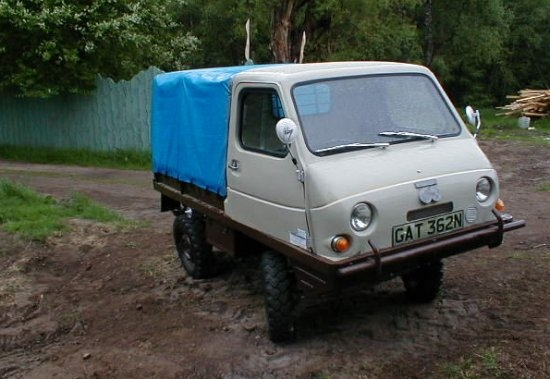
Haflinger mit Fiberglas-Kabine Bj. 1976
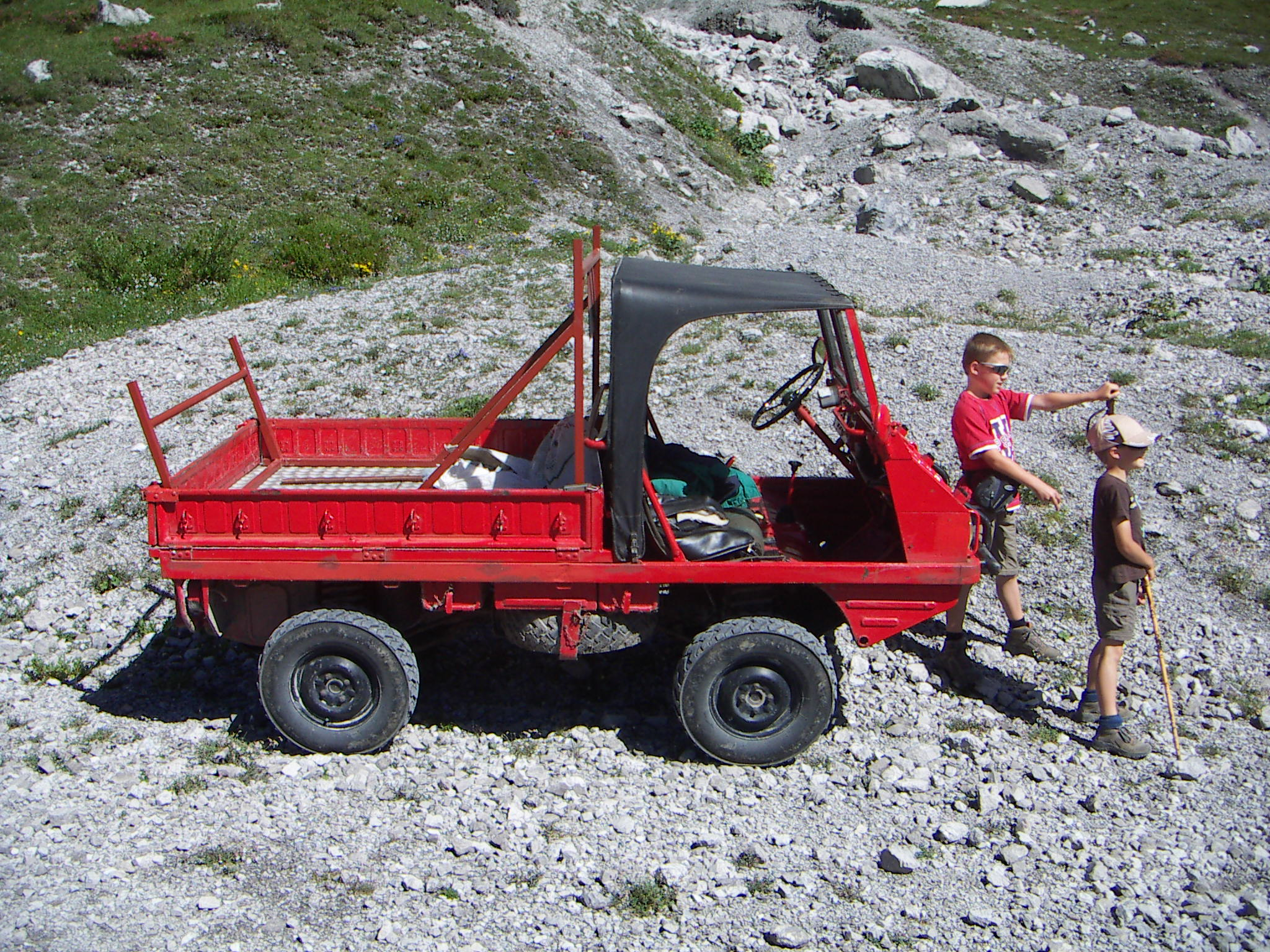
Haflinger im Rundweg des Lünersees
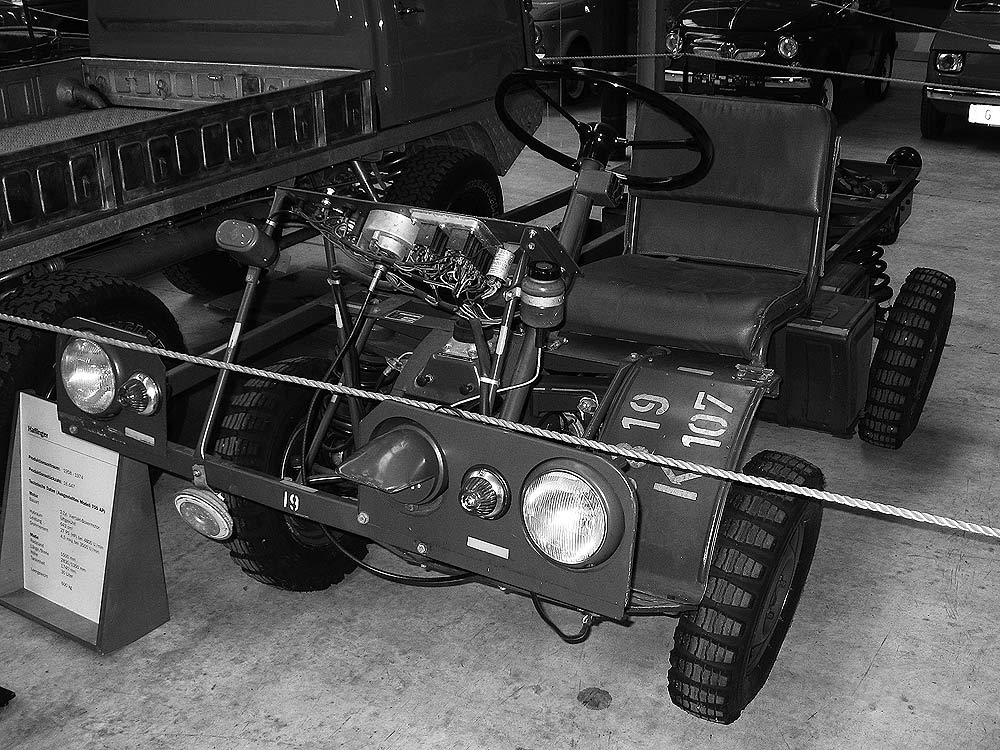
Der Trainer für die Schweizer Armee (Johann Puch-Museum Graz)
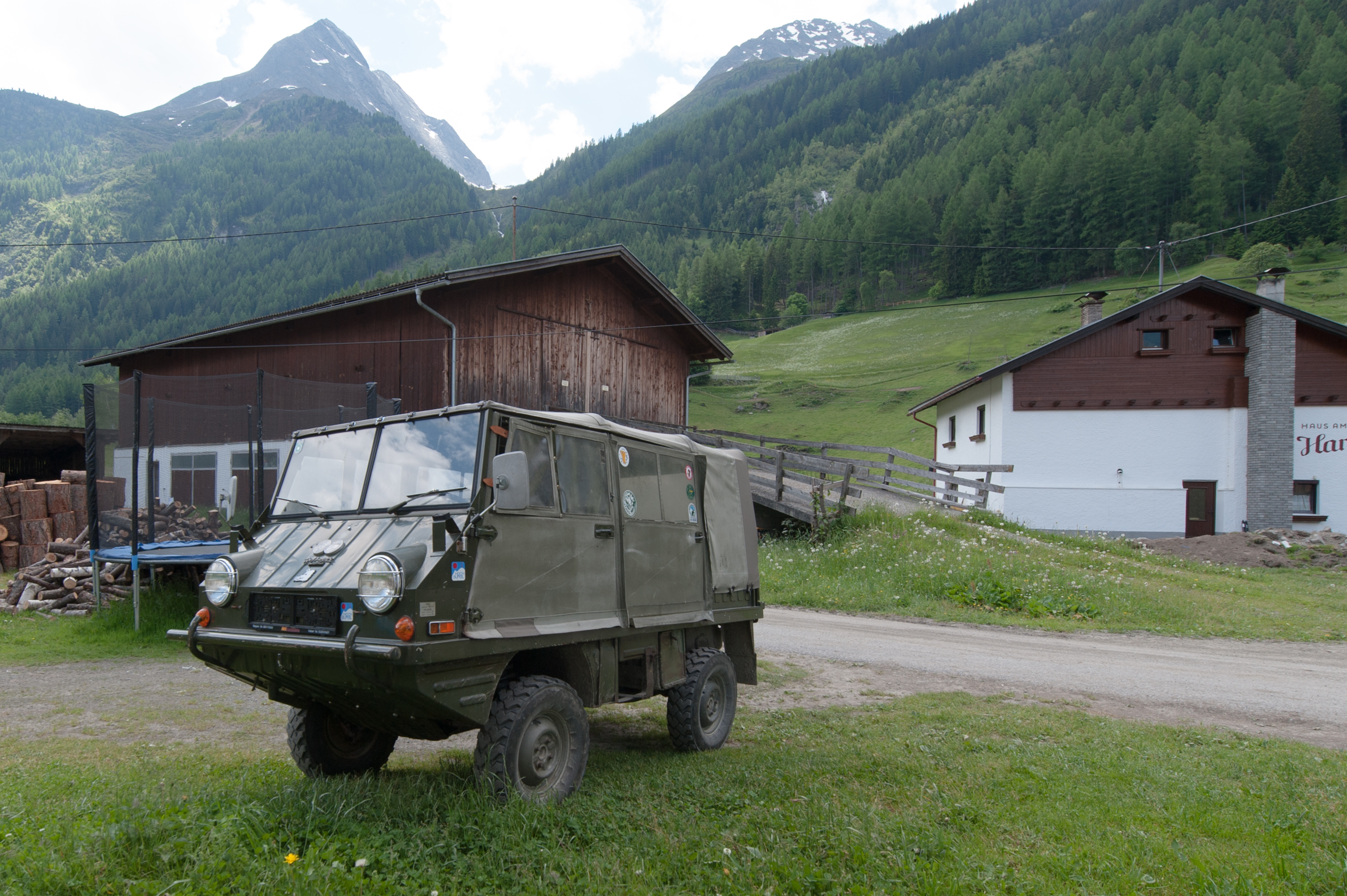
Steyr-Puch „Pathfinder“ in Gottsgut, Tirol

## Varianten
Der Haflinger wurde in seiner Produktionszeit im Grunde nur wenig verändert, es gab jedoch einige bedeutende Änderungen und Varianten:
- Serie 1: 4-Gang-Getriebe (ursprüngliches Modell)
- Serie 2: 5-Gang-Getriebe mit Kriechgang und höherer Motorleistung, auf Wunsch mit längerem Radstand
- Polycab: auf Wunsch Lieferung mit einem vollständig geschlossenen Fiberglas-Fahrerhaus
- Schneewiesel: Das Radfahrwerk wurde für den Einsatz auf Schnee und Eis durch zwei kleine Kettenlaufwerke ersetzt, Herstellung durch das Maschinenbauunternehmen Kahlbacher, insgesamt wurden 81 Exemplare gebaut.
- Schweizer Militär: Hybridversion aus Elementen der 1. und 2. Serie sowie speziellen Stoßstangen, Planverdeck und andere Details
- USA-Version: „Pathfinder“ (Pfadfinder) genanntes Modell mit „bugeye“-Sealed-Beam-Scheinwerfer und anderen Modifikationen gemäß den US-Vorschriften